# Нађбарачка
Нађбарачка (мађ. Nagybaracska, хрв. Baračka — Барачка) је село у Мађарској, јужном делу државе. Село управо припада Бајском срезу Бач-Кишкунске жупаније, са седиштем у Кечкемету.

## Природне одлике
Насеље Нађбарачка налази у крајње јужном делу Мађарске, близу државне границе са Србијом. Најближи већи град је Баја.
Историјски гледано, село припада крајње северном делу Бачке, који је остало у оквирима Мађарске (тзв. „Бајски троугао”). Подручје око насеља је равничарско (Панонска низија), приближне надморске висине око 90 m. Западно од насеља протиче Дунав, који у овом делу прави простране мочваре Карапанџа.

## Историја
У лето 1763. године из Барачке (српски назив за Нађбарачку) и Даутова се исељавају Српске породице и насељавају тадашњу пустару Станишић.

## Становништво
Према подацима из 2013. године Нађбарачка је имала 1.485 становника. Последњих година број становника опада.
Претежно становништво у насељу су Мађари римокатоличке вероисповести.